# Jean Clouet
Jean Clouet, född cirka 1480 i Bryssel, död 1541 i Paris, var en fransk konstnär, far till François Clouet.

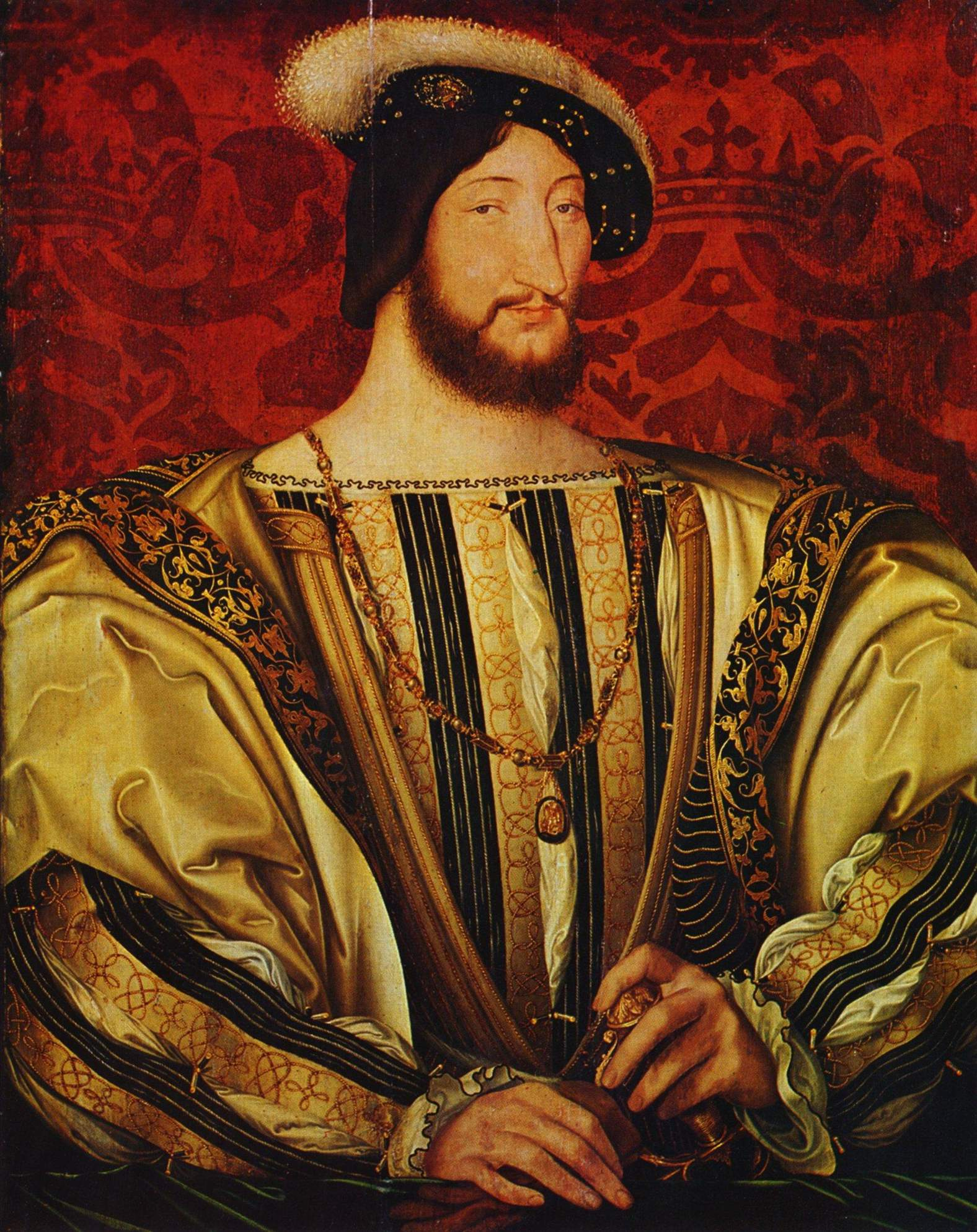
Jean Clouet – Frans I av Frankrike (cirka 1535). Louvren, Paris.

Jean Clouet invandrade från Nederländerna till Frankrike och blev 1516 hovmålare hos Frans I av Frankrike i Tours och bodde efter 1529 i Paris. I Musée Condé i Chantilly finns omkring 130 porträtteckningar av kungen och hans omgivning. Ett antal porträtt i olja, bland annat i Louvren tillskrivs honom. och hans son utförde en lång rad porträtt av fransk adel i en stil som låg nära Hans Holbein d.y. men de ersatte dennes psykologiska skildringar med en manieristisk kyla.
Hans målningar uppvisar ett tidigare flamländskt inflytande, men teckningarna i svart- eller rödkrita äger den fasta formuppbyggnad som är typisk för den italienska renässansen.